# イウフニ
イウフニ（Iufni, 在位：紀元前1788年頃）は、古代エジプト第13王朝の第6代または第7代ファラオ（王）

## 概要
トリノ王命表に記載されている以外、現物史料は無い。
先代の王ケマウやサホルネジェヘルイトエフ、後継者のアメンエムハト6世などはいずれも王個人の名前に父親の名前を並記した誕生名を用いているため、その間に統治したイウフニも彼らの親族であったと考えられている 。